# Jean-Bertrand Pontalis
Jean-Bertrand Lefebvre Pontalis (Paris, 15 de janeiro de 1924 - Paris, 15 de janeiro de 2013),  foi um notável psicanalista, filósofo e escritor francês.

## Biografia
Após fazer seus estudos secundários no Liceu Pasteur, Jean-Bertrand Lefèvre-Pontalis    continuou seus estudos no Liceu Henri-IV e na Sorbonne. Em 1945 obteve o Diploma de estudos superiores de filosofia com trabalho sobre Spinoza, sob a direção de Henri Gouhier.. Aluno de Jean-Paul Sartre, colaborou com a revista Les Temps Modernes entre 1946 e 1948, tornando-se professor nessa época. Desde então sua carreira professoral levou-o a ensinar respectivamente nos liceus de Alexandria (1948-1949), Nice (1949-1951) e Orléans (1951-1952). Com o apoio de Maurice Merleau-Ponty, entrou no CNRS (Centro Nacional de Pesquisa Científica), em 1953,  continuando ao mesmo tempo uma análise didática com Jacques Lacan.
Por volta de 1960, ao lado de Jean Laplanche e sob a direção de Daniel Lagache, Pontalis empreendeu o trabalho que originou, em 1967, a primeira edição  do  Vocabulaire de la psychanalyse, edição que obteve um grande sucesso na França e no estrangeiro, tendo sido traduzida em muitas línguas. Daniel Lagache, no prefácio da quarta edição  desta obra, escreveu :’’ A consulta da literatura   psicanalítica,  a reflexão sobres os textos, a redação e a revisão dos projetos dos artigos e até mesmo a maneira final de apresentá-los,  necessitaram-lhes   quase oito anos de trabalho, trabalho fecundo,  seguramente, mas também coercitivo  e às vezes enfadonho. […] Sem os esforços dos ‘’pioneiros’’  que foram   Laplanche e Pontalis, o projeto concebido há vinte anos não teria se transformado neste livro.
Até então fiel aos conceitos lacanianos, Pontalis distanciou-se do mestre quando da criação, em  1964,  daAssociation psychanalytique de France ,  da qual foi um dos fundadores. No mesmo ano tornou-se membro do comitê de direção da revista Les Temps Modernes e foi nomeado conferencista na École pratique des hautes études (Escola Prática de Altos Estudos). 
Em 1966 tornou-se editor das Edições Gallimard, onde criou as coleções Connaissance de l’inconscient, "Obras de S. Freud, novas traduções", "Curiosidades freudianas»", "Traçados". 
Em 1968 foi eleito membro titular da Association Psychanalytique de France (associada à IPA).
Em 1970 criou a Nouvelle Revue de Psychanalyse cujo comité de redação incluía: Didier Anzieu, André Green , Jean Pouillon[ligação inativa], Guy Rosolato, Victor Smirnoff, Jean_Starobinski, François Gantheret. Masud Khan era o co-redator estrangeiro. Durante algum tempo, Michel Schneider e Michel Gribinski foram secretários da revista. 
Em 1979 entrou para o comitê de leitura das Edições Gallimard.
A partir de 1980, Pontalis  publica obras literárias. Contudo, como escreveu Claude Janin na biografia que consagrou a J.B. Pontalis: sua obra literária é indissociável de sua obra psicanalítica.Para Pontalis, existe uma analogia, um parentesco bastante evidente entre a psicanálise e a literatura. Vemos nas duas agir, sem dúvida por vias diferentes (…) a mesma postulação : ser, pela primeira vez, escutado, reconhecido (…), e nesse mesmo movimento, temer ser absorvido pelo pensamento e pela linguagem do outro..  
Em 1994 é publicado o último volume da Nouvelle Revue de Psychanalyse.

## Pensamento
Psicanálise e escritura
A partir de 1980, Pontalis começou a  publicar livros,  ensaios, romances, onde não faltam referências autobiográficas nem retratos de autores que contaram em sua vida : Sartre, Lacan, Merleau-Ponty, Claude Roy, Masud Khan, Louis-René Des Forêts,Pierre Michon...
Os livros  de Pontalis são indissociáveis de sua obra psicanalítica. Essa indissociação exprime-se no conceito que Pontalis nomeou, Autografia,isto é  um livro onde não se escreve sobre si mas escreve-se. Autografia é escrever-se. 
A  Autografia é ‘’uma maneira de escrever que não decorre nem do ensaio propriamente dito, nem da autobiografia, nem da autoficção, nem da confissão, nem de nenhuma forma literária claramente definida, de tal maneira que é preciso retomar esta noção  com muita clareza e aplicá-la ao ponto de vista de Pontalis’’..  
J.-B. Pontalis explicou também as razões que levaram-no “a trocar a prática filosófica pela prática psicanalítica e pela prática da escritura qualificada de literária”...Embora  “sejam muito diferentes pelos seus procedimentos, exigências e  finalidade, creio que são,  quero que sejam próximas(...)É que vejo agir nelas uma palavra em movimento, avançando para o desconhecido,uma palavra sonhante  que tente livrar-se de tudo o que constrange no discurso organizado”. 
Seus  escritos psicanalíticos e literários “têm a particularidade de situar-se, constantemente, nas fronteiras, ocupando este reino intermediário  de que falava Freud(…)"A escritura e o pensamento de JB Pontalis desenvolvem-se a partir de diferentes motivos : um cartão postal numa biblioteca , uma conversação com um velho amigo reencontrado por acaso,a memória de um instante da infância, uma palavra mal compreendida na escola que se torna retrospectivamente límpida, a morte brutal do pai, a relação atormentada com o irmão, o amor por uma paisagem, o prazer de uma leitura, a descoberta de um pintor, a fidelidade à uma casa … 
A criança com o seu olhar perdido vem guiar a escuta e o silêncio do psicanalista. Ela acompanha-o, ela está sempre presente".
Autor de uma obra variada e erudita, caracterizada  por um escritura rigorosa e clara, donde emerge uma fineza conceitual cativante, J.B. Pontalis ocupa um lugar de destaque na história da psicanálise francesa dos últimos cinquenta anos. 
“A singularidade do homem Pontalis, sua curiosidade e afável lucidez  atravessam as distinções convencionais entre o trabalho científico, a clínica analítica e a escritura”.Autor de uma obra variada e erudita, caracterizada  por um escritura rigorosa e clara, donde emerge uma  fineza conceitual cativante.
J.B. Pontalis ocupa um lugar de destaque na história da psicanálise francesa dos últimos cinquenta anos. 
Libertar-se  dos conceitos
“Tudo me distancia da crença,da adesão a uma causa, a uma doutrina, a um discurso que pretende ditar as suas leis, escreveu Pontalis em Travessia das sombras .A fidelidade a este ponto de vista poderia explicar as rupturas que marcaram o seu percurso intelectual : da filosofia,  da revista Os tempos Modernos, de Jean-Paul Sartre, de  Jacques Lacan, e, de uma certa maneira, de Jean Laplanche. 
E porque Pontalis ficou decepcionado com a filosofia? Ela  não lhe trouxe  “respostas  às questões que ele se colocava sobre a morte, o sentido da vida, a liberdade”... Decepcionado, distanciou-se, desprendeu-se dela embora “tivesse descoberto, nos escritos de Merleau-Ponty,  que a filosofia  pudesse  não ser desencarnada”. 
Sua ruptura com a revista  Les Temps Modernes, da qual deixou o  Comité de direção por divergências políticas? “Eu precisava, antes de tudo, libertar-me dos mestres, especialmente de Jean-Paul Sartre, o qual, embora generoso, fosse por demais esmagador”
Suas rupturas com Jean-Paul Sartre e Jacques Lacan foram na realidade uma só: em poucos anos de distância, um duplo laço se desfez(...). Vejo nisso um desenlaço,  um desprendimento, e não duas rupturas.Teria eu pressentido que, para cessar de me situar, não sem dificuldade, entre Sartre e Lacan, ser-me-ia necessário dar adeus a cada um ?”.
A ruptura com Jean Laplanche? Tinham  muitos pontos comuns: foram analisados por Lacan, escreveram juntos o Vocabulário da psicanálise  bem como o célebre artigo “Fantasmes des origines et origines des fantasmes”.  A ruptura se deu por causa  de problemas relacionadas com a tradução das obras de Sigmund Freud: Laplanche empreendeu a publicação das Obras completas de Freud na P.U.F.(Presses Universitaires de France), enquanto Pontalis dirigiu a publicação das Novas traduções das obras de Freud, na editora Gallimard.  
Imagem e pensamento
“A Imagem não seria a fonte do pensamento?(...) E o pensamento não viria após a imagem, para dar uma forma lógica ao irracional, para delimitar o caminho, utilizando com muita força demonstrações, argumentos, provas ou  por medo de perder-se?(...) A mágica e a potência da imagem, sem as quais as palavras seriam ineficazes”.

## Livros
- Après Freud (Após Freud), Julliard, collection Les temps modernes, 1965, reeditado em 1993 ISBN 2070728439
- Entre le rêve et la douleur (Entre o sonho e a dor), Éditions Gallimard, 1977 ISBN 2070700062
- L’Enfant des Limbes (A criança dos limbos), Éditions Gallimard, 1998
- Fenêtres (Janelas), Gallimard, 2000 ISBN 9782070421572
- Traversée des ombres (A travessia das sombras), Éditions Gallimard, 2003 ISBN 2070734781
- Loin (Longe), Éditions Gallimard, 1980
- Un homme disparaît (Um homem desaparece), Éditions Gallimard, 1996
- L'amour des commencements (O amor dos começos), Éditions Gallimard, 1986 ISBN 2070707865
- Ce temps qui ne passe pas, suivi par « Le Compartiment de chemin de fer », Gallimard, 1997. (publicado no Brasil como Esse tempo que não passa, seguido de "A cabine do trem". Trad. Lívia Bueloni Gonçalves. São Paulo: Quina Editora, 2024)
- Le dormeur éveillé (O endormido acordado), Éditions du Mercure de France, 2004 ISBN 9782715224780
- Perdre de vue (Perder de vista), Éditions Gallimard, 1988 ISBN 9782070410194
- La force d'attraction (A força de atração), Éditions Le Seuil, 1990
- Frère du précédent (Irmão do precedente), Éditions Gallimard, 2006, Prix Médicis Essai  ISBN 2070779610
- Elles, Gallimard, avril 2007  ISBN 9782070784745
- En marge des jours (A margem dos dias),Éditions Gallimard (collection Folio),septembre 2003, ISBN 2-07-030203-2
- Le songe de Monomotapa(O sonho de Monomotapa), Éditions Gallimard, 2009, ISBN 978-2-07-012419-0
- En marge des nuits,( A margem das noites) ,  Éditions Gallimard, 2010  ISBN 978-2-07-012888-4
- Un jour, le crime, (Um dia, o crime), Éditions Gallimard, 2011 ISBN 978-2-07-013276-8
- Le Laboratoire central, Paris, Éditions de l’Olivier, 2012 (ISBN 978-2-8236-0028-5)
- Freud avec les écrivains, avec Edmundo Gómez Mango, Paris, Gallimard, 2012 (ISBN 978-2-0701-3165-5)

## Coletivos
- Jean-Bertrand Pontalis e  Jean Laplanche, sob a direção de Daniel Lagache: Vocabulaire de la psychanalyse(Vocabulário da psicanálise), PUF, 1967; retomado  em  "Quadrige", N°249, Paris, 2007, ISBN 2130560504
- Jean-Bertrand Pontalis e  Jean Laplanche:Fantasme originaire, fantasmes des origines, origines du fantasme(Fantasma originário, fantasmas das origens, origem do fantasma), Hachette, coll. "Textes du XXe siècle", 1985, republicado  em  Hachette-Pluriel, 1998, ISBN 2012789455
- Le Royaume Intermédiaire, J-B.Pontalis entre psychanalyse et littérature(O Reino intermediário, J.B. Pontalis entre psicanálise e literatura) (textos de Jacques André, Miguel de Azambuja, Pierre Bayard, Antoine Billot, Catherine Chabert, Jean Clair, David Collin, Jean-Michel Delacomptée, Colette Fellous, François Gantheret, Christian Garcin, Michèle Gazier, Sylvie Germain, Guy Goffette, Edmundo Gómez Mango, Roger Grenier, Michel Gribinski, Laurence Kahn, Chantal Lapeyre-Desmaison, Maurice Olender, Daniel Pennac, J-B.Pontalis, Jérôme Roger, Jean-Claude Rolland, Jean Starobinski, Dominique Suchet), Folio-Essais, Gallimard, 2007, ISBN 2070347759 Erro de parâmetro em {{ISBN}}: soma de verificação

## Artigos
Artigos de Pontalis  publicados na  Nouvelle Revue de Psychanalyse (N.R.P.)
- O inatingivel entre dois, in « Bisexualité et différences des sexes , N.R.P. n° 7, Gallimard, 1973
- Questões preliminares, in « Pouvoirs », N.R.P. n° 8, Gallimard, 1973
- Marcos ou confins in « Aux limites de l’analysable , N.R.P. n°10, Gallimard, 1974
- A partir da contra-transferência, a morte e o vivo entrelaçados, in « La Psyché », N.R.P. n°12, Gallimard ,1975
- A propósito do trabalho de Harry Guntrip : Minha experiência analítica com Fairbairn e Winnicott, « in Mémoires », N.R.P. N°15, Gallimard, 1977
- Trocas de ideias com Michel de M’Uzan, in «Escrever a psicanálise », N.R.P. n°16, Gallimard ,1977*  Uma idéia incurável, in « L’idée de guérison », N.R.P. n°17, Gallimard, 1978
- Confiar até… sem crer em, in « La croyance », N.R.P. n°18, Gallimard, 1978
- O trabalho do tecelão, in « Regards sur la psychanalyse en France », N.R.P. n°20, Gallimard
- À propos du texte de Harry Guntrip : « Mon expérience de l’analyse avec Fairbairn et Winnicott », in Mémoires, N.R.P. N°15, Gallimard, 1977
- Escrever, Psicanalisar, Escrever : in « Écrire la psychanalyse », N.R.P. n°16, Gallimard ,1977
- O ódio ilegítimo, in « L'amour de la haine», N.R.P. N°33, Gallimard, 1986
- A estadia de  Freud em Paris, in « Pouvoirs », N.R.P. N°8, Gallimard, 1973
- "Crônica livre", em  "Penser/Rêver", Mercure de France e Éditions de l'Olivier, entre 2002 e 2006 (http://www.penser-rever.com)